# Roky Erickson
Roger Kynard Erickson, meglio noto come Roky Erickson (Dallas, 15 luglio 1947 – Austin, 31 maggio 2019), è stato un cantante, compositore, chitarrista e armonicista statunitense, membro fondatore dei The 13th Floor Elevators.
Divenne famoso per i suoi dischi acustici, in prevalenza registrazioni in Lo-Fi che rispecchiano pienamente la sua musicalità e poesia.

## Biografia
Dopo una prima esperienza con gli Spades fonda con Tommy Hall ad Austin nel 1965 i 13th Floor Elevators, gruppo seminale del garage rock e del rock psichedelico, per i quali ha scritto i brani più significativi come You're Gonna Miss Me.
Nel 1968 mentre si trovava alla fiera Hemis di San Antonio cominciò a parlare in maniera sconnessa, gli fu diagnosticata la schizofrenia paranoide e fu ricoverato nell'ospedale psichiatrico di Houston dove subì trattamenti di elettroshock.
Conosciuto per il supporto all'uso di LSD e di marijuana, il gruppo era sempre più soggetto a controlli della polizia locale. Nel 1969 Erickson fu arrestato ad Austin per possesso di marijuana. Di fronte alla prospettiva di passare alcuni anni in carcere si fece passare per malato mentale; venne ricoverato nel locale ospedale dal quale fuggì più volte, fu così trasferito al Rusk State Hospital for the Criminally Insane, dove rimase fino al 1972 e subì ulteriori trattamenti di elettroshock e somministrazioni di clorpromazina.
La persona che uscì dall'ospedale non fu più quella di prima. Nel 1975 pubblicò il suo primo singolo post Elevators, (Red Temple Prayer) Two Headed Dog/Starry Eyes con la sua nuova band chiamata Roky Erickson & Bleib Alien che successivamente diverranno gli Aliens. I due membri fissi che fecero da spalla a Roky fino alla pubblicazione nel 1986 di Don't Slander Me furono Billy Angel (pseudonimo di Bill Miller) che suonava il curioso autoharp  e Duane Aslaksen alla chitarra. Dopo l'esperienza con Erickson, i due si unirono a Powell St. John.
In seguito fu accompagnato da altre band: gli Explosives, i Neverbreakers, i Resurrectionists, EvilHook Wildlife e nel 2010 dagli Okkervil River.
Nel 1982 fece un affidavit dove giurò che un marziano si era impossessato del suo corpo.
Col tempo le sue condizioni psichiche peggiorarono, divenne ossessionato della posta. Nel 1989 fu arrestato per essersi impossessato della posta dei vicini; riconosciuto non idoneo per essere sottoposto a processo, fu ricoverato per breve tempo.
Con l'obiettivo di far conoscere l'artista ad un pubblico più ampio e il desiderio di raccogliere fondi a suo favore la Sire Records pubblicò nel 1990 l'album tributo Where the Pyramid Meets the Eye: A Tribute to Roky Erickson a cui parteciparono artisti come The Jesus and Mary Chain, Primal Scream, ZZ Top, R.E.M. e Julian Cope.

## Discografia

### Album solista
- 1980 - Roky Erickson and the Aliens (CBS Records)
- 1981 - The Evil One (Restless Records)
- 1985 - The Return of the Living Dead (colonna sonora) (Enigma Records)
- 1986 - Don't Slander Me (Restless Records)
- 1986 - Gremlins Have Pictures (Pink Dust Records)
- 1987 - Casting the Runes (Five Hours Back)
- 1987 - Holiday Inn Tapes (Fan Club)
- 1988 - Live at the Ritz 1987 (Fan Club)
- 1988 - Openers (Five Hours Back)
- 1992 - Live Dallas (Fan Club)
- 1993 - Beauty and the Beast (Sympathy for the Record Industry)
- 1995 - All That May Do My Rhyme (Trance Syndicate)
- 1995 - Demon Angel: A Day and a Night with Roky Erickson (1995, Triple X Records)
- 1995 - Roky Erickson and Evilhook Wildlife (1995, Sympathy for the Record Industry)
- 1999 - Never Say Goodbye (Emperor Jones)
- 2004 - Don't Knock the Rok! (Norton Records)
- 2005 - I Have Always Been Here Before (Shout factory)
- 2008 - Halloween (Norton Records)
- 2010 - True Love Cast Out All Evil (ANTI Records)